# Riad (huis)

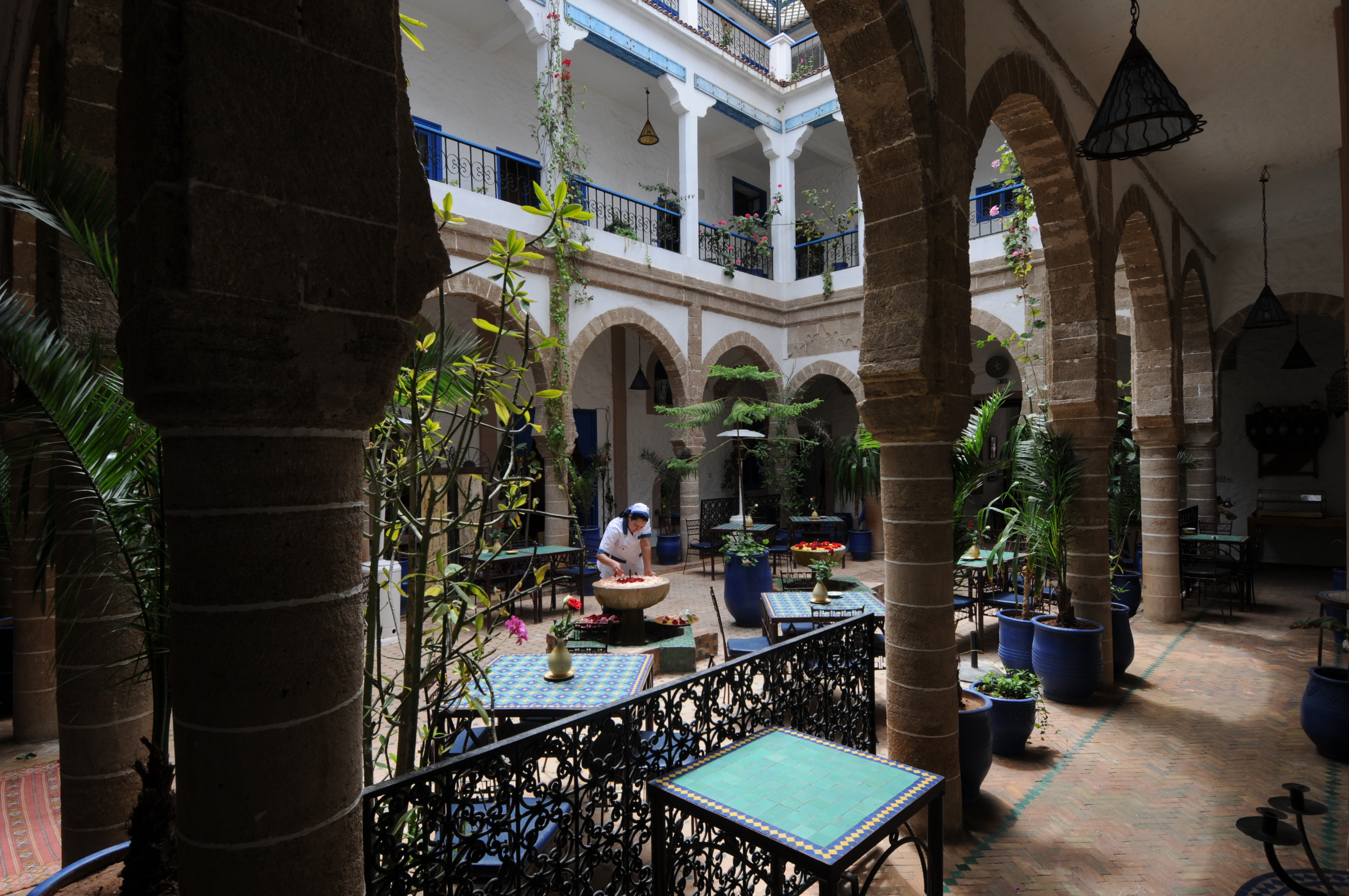
Een riad in Essaouira.

Een riad (Arabisch: رياض) is een traditioneel Marokkaans huis of paleis met een atrium of binnentuin. Het woord riad komt van het Arabische woord ryad (رياض) dat tuin betekent. Riads waren de huizen van het rijkere deel van de burgerij. Deze staan vaak in de oude, ommuurde delen van de stad (de medina) maar komen ook voor op het platteland.
Het concept is gericht op privacy, met name voor vrouwen, en op bescherming tegen het weer. Het gebouw rond het atrium heeft meestal twee verdiepingen. Vaak bevindt zich rondom de binnenplaats op elke verdieping een galerij. De kamers zijn aan het atrium gegroepeerd. De muren zijn bedekt met tadelaktpleister, zellige-mozaïek en/of Islamitische kalligrafie. Op de binnenplaats staan vaak planten, bomen en een fontein. De buitenmuren van de riad hebben slechts kleine ramen. Het hele ontwerp past binnen de standpunten van de islam omtrent de privacy van vrouwen.
De plattegrond is afgeleid van die van de Romeinse villa. De eerste riad werd waarschijnlijk gebouwd in de 9e of 10e eeuw in de stad Volubilis. Dit was van oorsprong een Romeinse stad maar werd later geregeerd door de islamistische Idrisiden. Toen de Almoraviden in de 11e eeuw Spanje veroverden werden vele kunstenaars (vaak Joden of christenen) naar Marokko gestuurd om er paleizen en riads te decoreren. Hierdoor ontstond uiteindelijk de typische manier waarop de atriums werden versierd.
Vele riads in Marrakesh, Fez en Essaouira worden nu gebruikt als hotel of restaurant.